# Église Sainte-Marie de Saint-Hymetière
Pour les articles homonymes, voir Église Sainte-Marie et Sainte-Marie.
L'église Sainte-Marie de Saint-Hymetière est une église monastique romane située dans le sud-ouest du département du Jura, en Franche-Comté.

## Localisation
L'église est située sur le territoire de la commune de Saint-Hymetière, dans le sud de la Petite montagne. À 1 km à l'ouest, se trouve la vallée de la Valouse, profonde de plus de 100 m. Située à une altitude de plus 440 m, l'église est nichée sur une terrasse de dépôts glaciaires au fond d'une vallée large de plus 3 km et surplombée par des montagnes culminant à plus de 600-800 m d'altitude. L'église est placée à la bordure ouest du village de Saint-Hymetière ; elle est située à 3 km au sud du village d'Arinthod, à 9 km au sud-est de Saint-Julien, à 13 km au nord-ouest d'Oyonnax et à 35 km au sud de Lons-le-Saunier.

## Historique

### Origines
Les origines du site de l'église de Saint-Hymetière sont très mal connues. D'après la tradition locale, recueillie au XVIIe siècle par l'historien franc-comtois Jean-Jacques Chifflet, un moine nommé Hymeretius (ou Imetier) vivant à Condat (l'actuelle Saint-Claude) quitta l'abbaye de la ville au Ve – VIe siècle pour se rendre dans la vallée de la Valouse, encore déserte et peu fertile, probablement dans le but de propager la foi chrétienne dans cette région. Dans cette vallée, il fonda un ermitage à l'emplacement de l'actuelle église, autour duquel furent construites des habitations qui formèrent le village de Saint-Hymetière. Hymeretius décéda en ce même lieu et fut rapidement honoré comme un saint en raison des vertus qu'il avait exprimé. Ses restes furent déposés dans une chapelle qui fut transformée en église au siècle suivant.
Le 22 octobre 1653, sur ordre de l'archevêque de Besançon, le tombeau fut ouvert et les reliques de saint Hymetière furent placées dans une châsse à côté du maître-autel.
Des sondages archéologiques, effectués en 1986 et en 2010 lors d'opérations de rénovation de l'église, ont permis de découvrir autour de l'édifice une trentaine de sépultures datant d'une période s'étalant du VIe siècle à la fin du Moyen Âge. Il semblerait que l'occupation du site commence durant la période romano-burgonde ; l'architecture imposante des sépultures les plus anciennes laisse penser à la présence d'un bâtiment religieux à cette époque qui serait à mettre en relation avec l’hypothétique tombe de Saint-Hymetière. La datation au radiocarbone réalisée sur les ossements d'une de ces tombes confirme un enfouissement qui aurait été réalisé entre 544 et 646 apr. J.-C.

## Architecture
L'église actuelle a été construite au XIe siècle et desservait un prieuré dépendant du chapitre cathédral Saint-Vincent de Mâcon. Son style architectural, pour les parties conservées, est proche des églises romanes du Mâconnais et l'intervention d'un maître d’œuvre bourguignon est plus que probable.
Gravement endommagée par un sinistre au début du XVIIe siècle, l'église Saint-Hymetière fut partiellement reconstruite vers 1634 : la nef, le bas-côté nord et le croisillon sud furent restaurés et voûtés. Le bas-côté sud fut voûté et l'absidiole nord, arasée au niveau du sol fut remplacée par une sacristie. De cette restauration du XVIIe siècle datent également la grosse tour clocher placée sur le transept, la façade occidentale et le porche voûté.
Le maître d'œuvre du XVIIe siècle a, semble-t-il, récupéré un bâtiment ruiné aux deux tiers et une reconstruction ex nihilo aurait été beaucoup plus facile à mettre en œuvre que la restauration qui a été accomplie. L'architecte, sans doute à la demande du commanditaire des travaux, s'est donc attaché à la fois à conserver tous les éléments authentiques du XIe siècle récupérables et à intégrer harmonieusement sa reconstruction dans les lieux. Son intervention a permis de sauver un bâtiment qui aurait dû, en toute logique, disparaître. Son travail, conforme à l'esprit des bâtisseurs romans, permet aujourd'hui encore d'apprécier des volumes et une lumière assez proches de ce qu'ils étaient au XIe siècle.

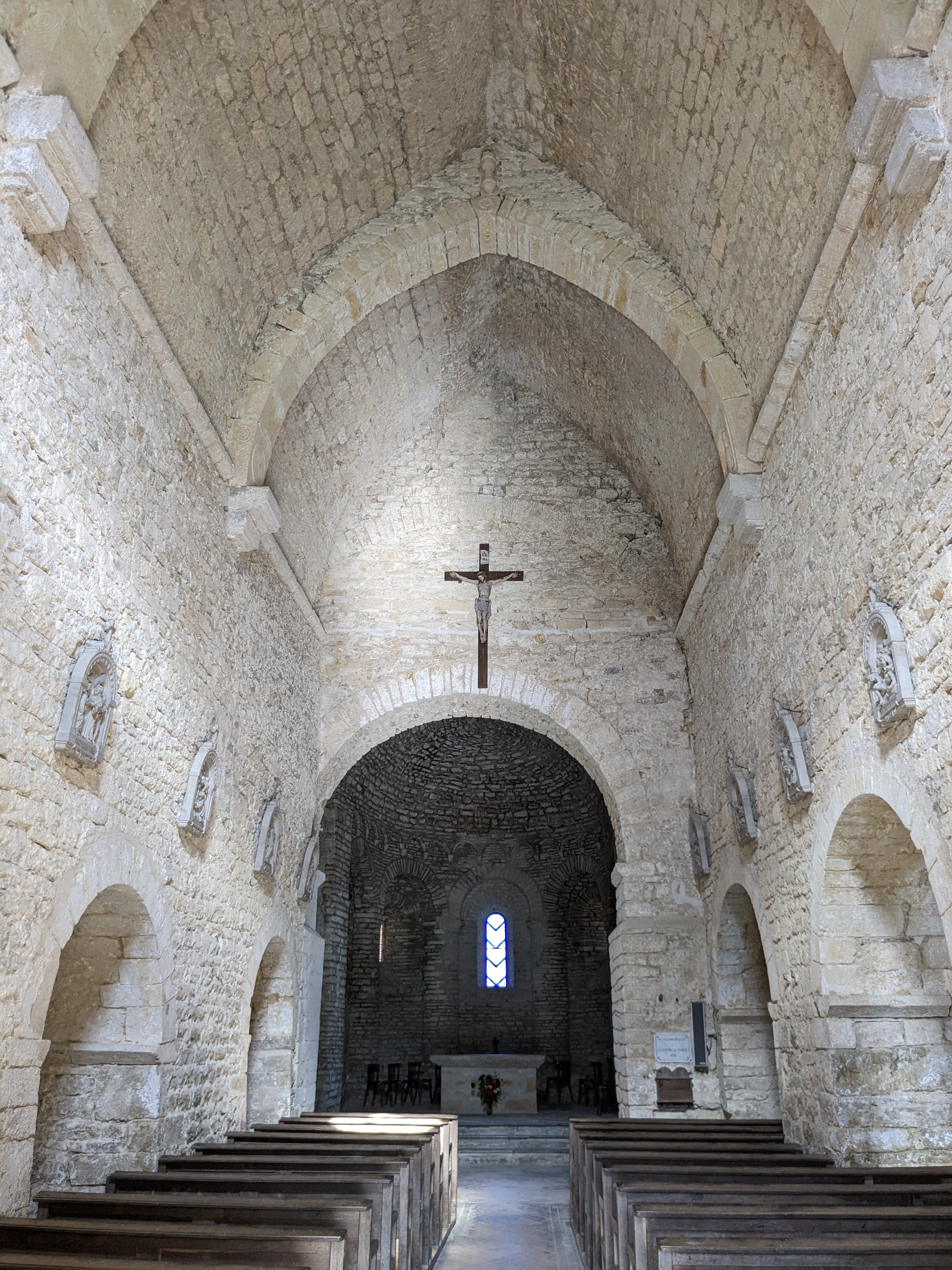
Vue de la nef
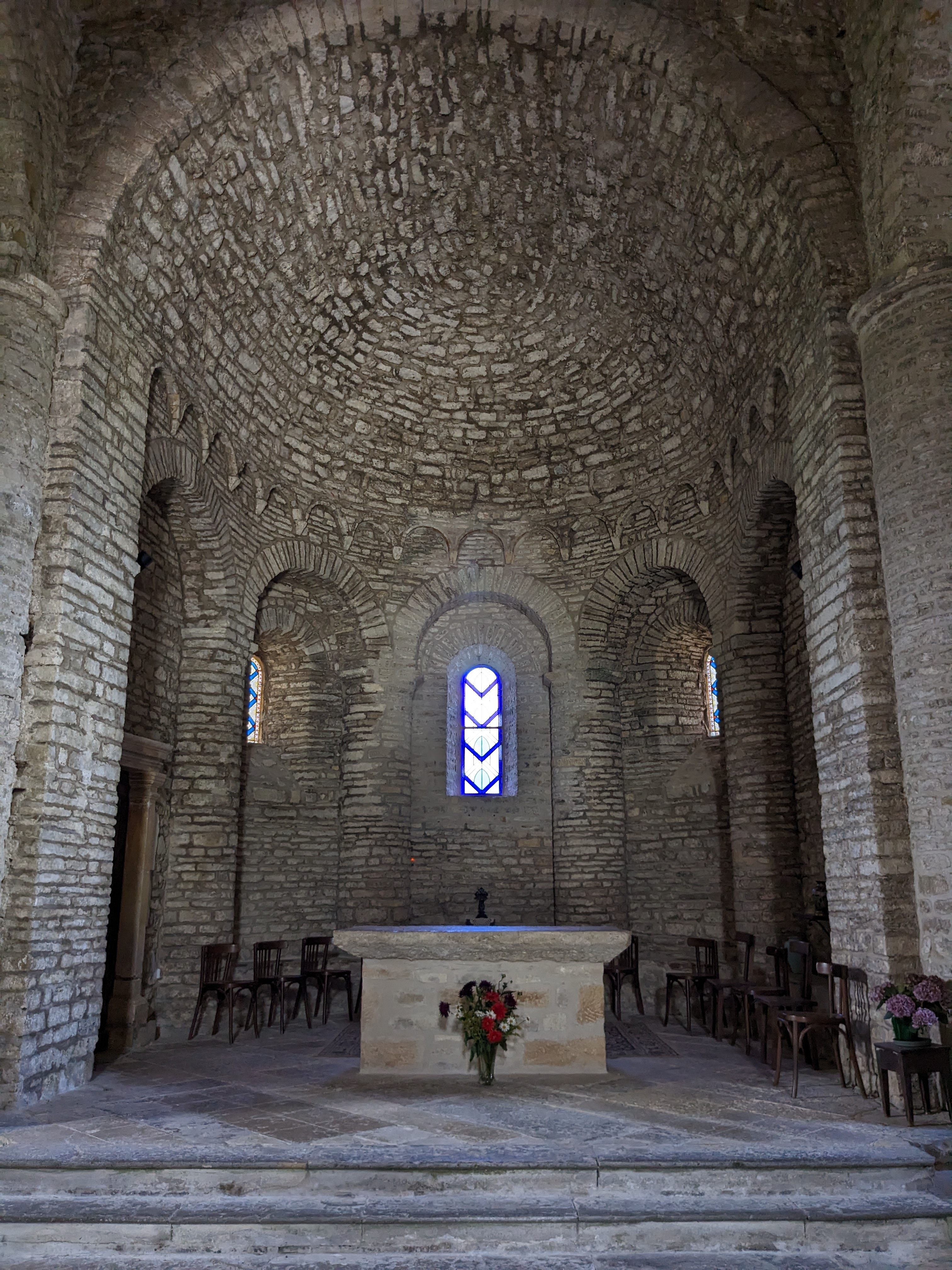
Vue de l'autel